# Lambda Arae
Lambda Arae (λ Ara / HD 160032 / HR 6569) es una estrella de magnitud aparente +4,77 situada en la constelación de Ara, el altar. Se encuentra a 71 años luz del sistema solar.
Anteriormente catalogada como una subgigante de tipo F3IV, hoy Lambda Arae es considerada una estrella blanco-amarilla de tipo espectral F4V que, como el Sol, fusiona hidrógeno en helio. Con una temperatura superficial de 6675 K, es unos 900 K más caliente que el Sol y unas 5 veces más luminosa que este.
De características semejantes a ψ Capricorni o g Lupi, es ligeramente más luminosa que cualquiera de ellas.
Tiene una masa estimada un 30% mayor que la masa solar y gira sobre sí misma con una velocidad de rotación proyectada de 16 km/s.
Es una posible estrella variable del tipo Delta Scuti.
Lambda Arae tiene una abundancia relativa de hierro inferior a la del Sol, aproximadamente un 54% de la de este.
Su edad está comprendida entre 1850 y 3300 millones de años. Observaciones llevadas a cabo en el infrarrojo no han revelado la presencia de un disco de polvo alrededor de Lambda Arae.